# عملة متداولة

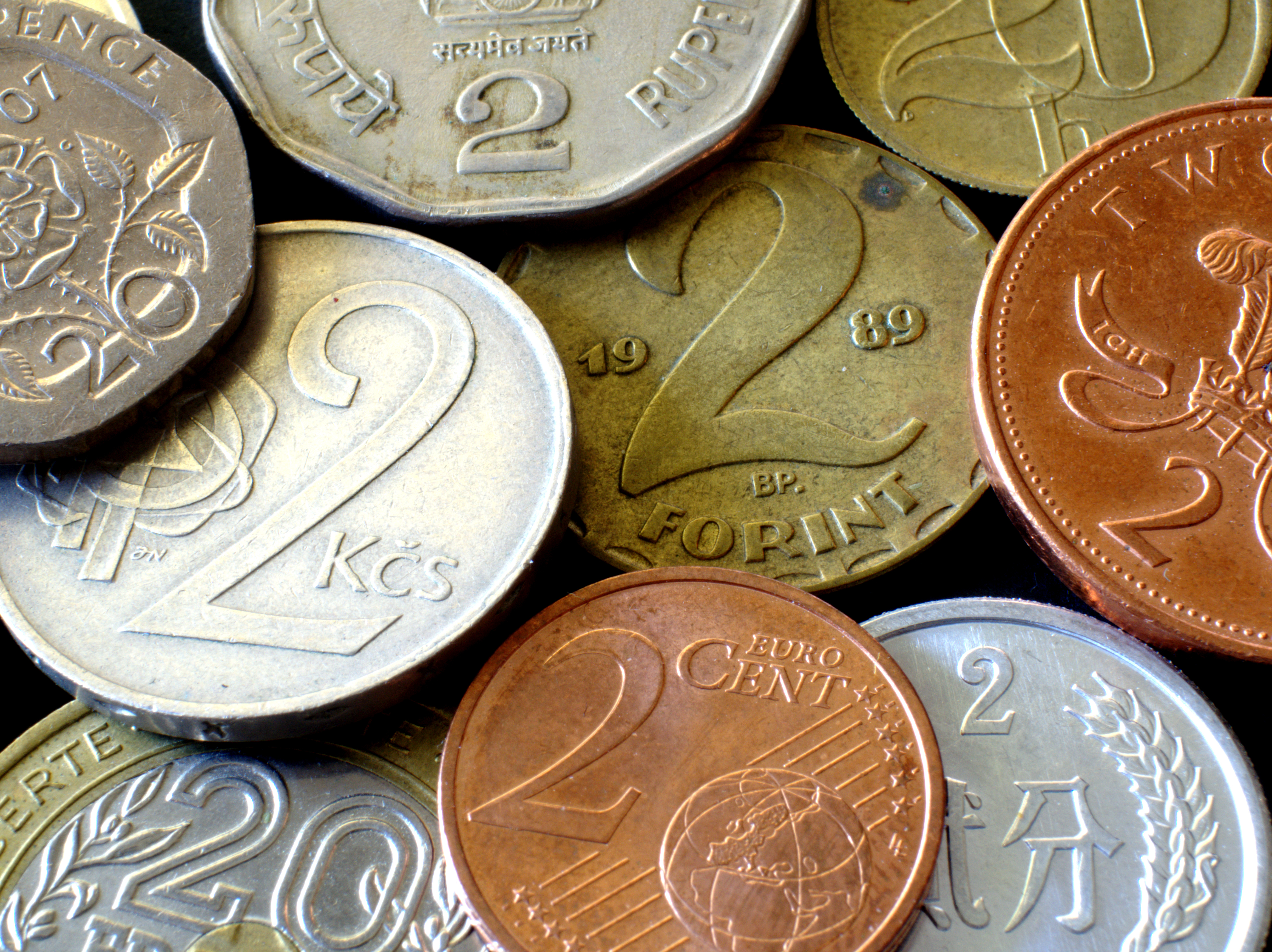

العملة المتداولة  في الاقتصاد (بالإنجليزية: currency in ciculation) هي مجموع المبالغ المتداولة في اقتصاد البلد، من عملة ورقية أو نقود متداولة بين الناس في وقت معين. 

وتعادل العملة المتداولة مجموع العملة الورقية والنقود المتداولة للاستعمال والموجودة في حيازة الناس وفي المصارف، ويحددها المصرف المركزي في الدولة. ولا تحتسب فيها كمية النقود التي يحتفظ بها المصرف المركزي.
ويقوم المصرف المركزي بإحصاء المعلومات عن النقد الموجود في أيدي الناس، وتحت الطلب في المصارف. ويقوم بذلك الإحصاء لأهميتها في تحديد الأسعار، وتأثيرها على التضخم وحركة التداول التجاري. 